# Subocka (rijeka)
Subocka je hrvatska rijeka u Požeško-slavonskoj i Sisačko-moslavačkoj županiji, lijeva pritoka Velikog Struga. Izvire ispod Psunja, kod naselja Bukovčani. Duga je 37,3 km. Naselja Nova Subocka, Stara Subocka i Subocka su dobila ime po rijeci.
Rijeka Subocka prolazi kroz sljedeća naselja: Bukovčani, Donji Čaglić, Kovačevac, Subocka, Kričke, Brezovac, Popovac, Lovska, Bair, Novi Grabovac, Kozarice, Lipovljani, Nova Subocka, Stara Subocka i Sigetac.